# ادبیات کلمبیایی
ادبیات کلمبیایی که بیان‌گر فرهنگ کلمبیایی است، به موجب قرار گرفتن در معرض ادبیات اسپانیایی، افریقایی و بومیان آمریکایی بسیار متنوع و ناهمگن بوده‌است. پنج شیوه و سبک متمایز از لحاظ تاریخی و فرهنگی را می‌توان با توجه به تاریخ اقتصادی و اجتماعی مناطق کلمبیا در ادبیات آن مشخص کرد: ساحل کارائیب، آنتیووکیای بزرگ، بلندی‌های کوندینامارکا-بویاکا، تولیمای بزرگ و درهٔ غربی. کلمبیا یکی از ثروتمندترین ادبیات‌های آمریکای لاتین را به وجود آورده، فراوانی ادیبان آن به خاطر آغاز روندی متنوع در قرن نوزدهم و بیستم است. روشنفکران کلمبیایی که ادبیات این کشور را برساخته‌اند، به تقویت ادبیات آمریکای لاتین کمک کردند.

## فتح و استعمار نخستین(۱۴۹۹–۱۸۱۰)

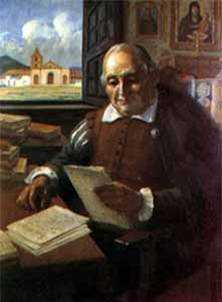
خوان رودریگز فریلی از اولین نویسندگان پادشاهی جدید گرانادا بود. شاهکار وی، ال کارنرو، مجموعه‌ای از داستان‌ها و حوادث مرتبط با دوران فتح قاره آمریکا توسط اسپانیایی‌هاست و شرحی از سقوط کنفدراسیون موئیسکا در خود دارد.

تحت حکومت امپراتوری اسپانیا، بزرگترین کتب ادبی کلمبیا مرتبط با فتوحات و جنگ‌های آنان بود و داستان‌هایی از جنگاوری، مذهب و عشق آفریده شدند. از برترین کتب این دوره عبارتند از:
- گنسالو خیمنس د کسادا (۱۴۹۶[۴] -یا به گزارش دیگری ۱۵۰۶ یا ۱۵۰۹[۵][۶] – سوئسکا، ۱۶ فوریه ۱۵۷۹) - نخستین فردی است که خاطرات خود از جنگ‌ها و فتوحات در اسپانیا را به رشتهٔ تحریر درآورد. کتاب Epítome de la conquista del Nuevo Reino de Granada از اوست که تا سال ۱۸۸۹ منتشر نشد. وی خاطرات خود را در سال ۱۵۷۶ میلادی منتشر کرد.
- خوان د کاستیانوس (الانیس، سویا، ۹ مارس ۱۵۲۲ - تونخا، نوامبر ۱۶۰۶) - وی طویل‌ترین شعر به زبان اسپانیایی را به نام Elegías de varones ilustres de Indias (۱۵۸۹) سروده‌است.
- پدرو سیمون (سن لورنزو د لا پاریا، اسپانیا، ۱۵۷۴ - اوباته، حدود ۱۶۲۸) - وی که کتاب Noticias historiales de las conquistas de Tierra Firme en las Indias occidentales را دربارهٔ جنگ‌های فتح توسط اسپانیا در سال ۱۶۲۶ نوشته‌است.
- خوان رودریگز فریلی (بوگوتا، ۲۵ آوریل ۱۵۶۶ - بوگوتا، ۱۶۴۲) - کشیش اسپانیایی‌تباری که دربارهٔ فتح اسپانیایی‌ها در موئیسکا گزارش‌های خود را نوشت. ال کارنرو ("به معنی گوسفند"), نخستین بار در سال ۱۶۳۸ چاپ شد.
- هرناندو دومینگوئز کامارگو (بوگوتا، ۱۶۰۶ – تونخا، ۱۶۵۹) - از کشیش‌های انجمن عیسی و نویسنده بود. آثار او شعرهایی به اسپانیولی است که تحت تأثیر لوئیس د گونگورا، در سبکی که به عنوان باروک هندی معروف شد، اشعاری سروده. مهمترین اثرهای او Epic Poem to St Ignacio of Loyola" و "Bouquet of poetic flowers" هستند.
- لوکاس فرناندز د پیدرایتا (بوگوتا، ۱۶۲۴ — پاناماسیتی، ۲۹ مارس ۱۶۸۸) - کتاب Historia general de las conquistas del Nuevo Reino de Granada را که یکی از بزرگترین آثار دربارهٔ فتوحات اسپانیا و بومی‌های کلمبیا است، در ۱۶۷۶ نوشت.
- فرانسیسکو آلوارز د ولاسکو ای زوریا (بوگوتا، ۱۶۴۷ – مادرید، ۱۷۰۸) - اثر سرشناس وی Rhytmica Sacra, Moral y Laudatiria است. نوشته‌های او مورد تحسین فرانسیسکو د کبدو و خوانا اینس د لا کروز بوده‌اند.
- فرانسیسکا ژوزفا د کاستیو ای گوئوارا (تونخا، ۱۶۷۱ – تونخا، ۱۷۴۲) - راهبهای بود که به عنوان یکی از بزرگترین زنان اهل عرفان، آثاری چون Afectos espirituales و Vida (خاطراتش) را نگاشتنه.[۷]

## آزادی و ملی‌گرایی (۱۷۸۰–۱۸۳۰)

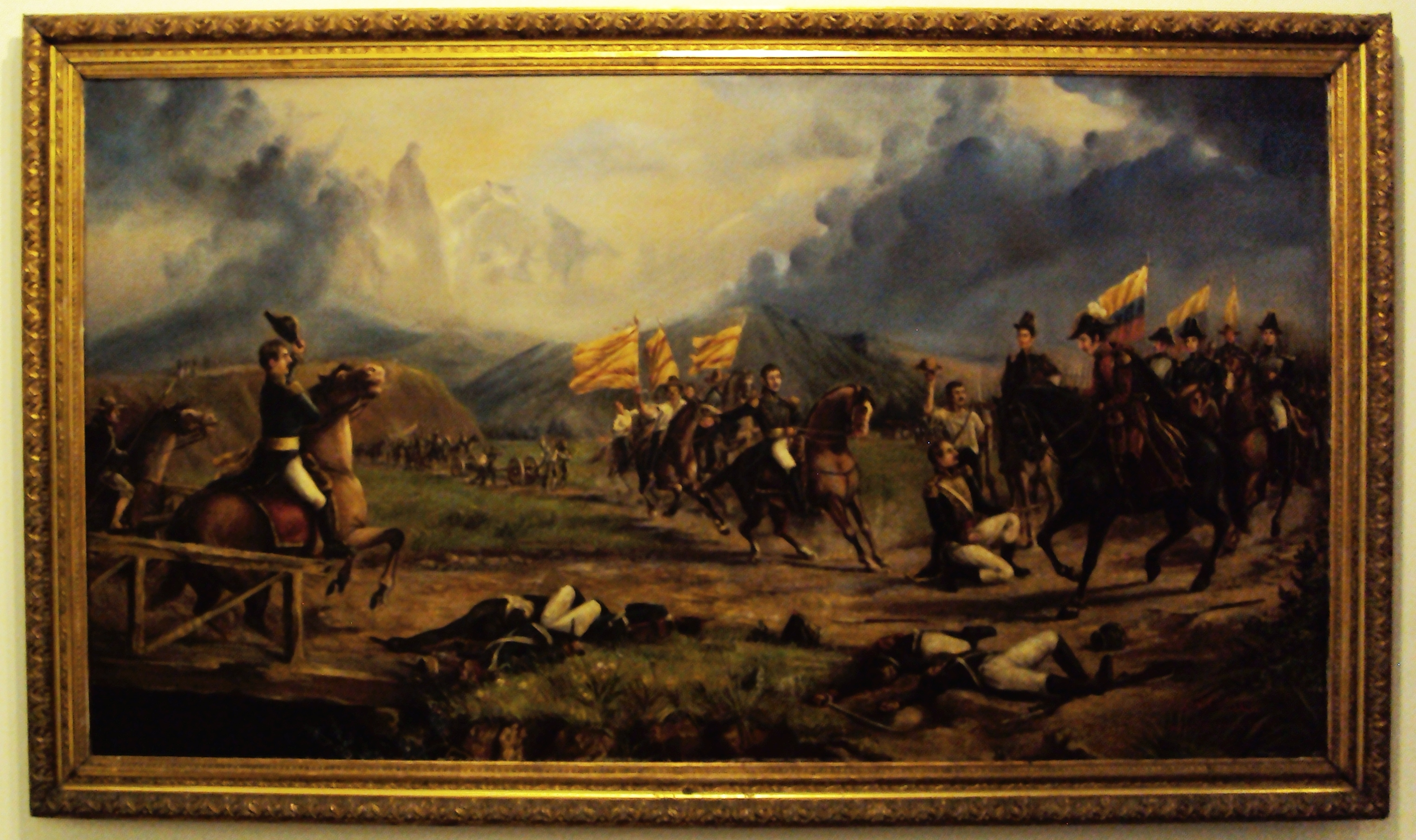
نیروهای جمهوری‌خواه سربازان امپراتوری را در نبرد بویاکا شکست دادند

در عصر استقلال، ادبیات کلمبیا به شدت تحت تأثیر انگیزه‌های سیاسی این دوران قرار گرفت و اغلب جنبش‌های اصلی ادبی نزدیک به رمانتیسم بودند.
در قرن نوزدهم نویسندگان سیاسی توسط سیمون بولیوار رهبری می‌شدند. روزنامه‌نگاری محلی نیز با آنتونیو نارینیو آغاز به کار کردند. حکومت کلمبیا برای نخستین بار یک آکادمی زبان اسپانیولی در قارهٔ آمریکای لاتین را در سال ۱۸۷۱ تأسیس کرد.
از نویسندگان برجسته این دوره عبارت بودند از:
- Camilo Torres Tenorio
- Francisco Antonio Zea.
- José Fernández Madrid (۱۹ فوریه ۱۷۸۹ – ۲۸ ژوئن ۱۸۳۰).

## کاستومبریسمو

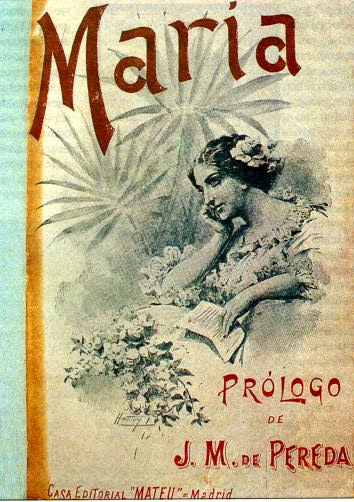
ماریا رومانی نوشتهٔ خورخه اسحاق. از نویسندگان سبک رومانتیک اسپانیایی.

در اواخر قرن نوزدهم و اوایل قرن بیستم، موضوع اصلی در ادبیات کلمبیا، نمایش تصویری رنگی و شاد از زندگی دهقانان بود که با انتقاد شدید جامعه و دولت روبرو بود. این نوع ادبیات، ادبیات کاستومبریسمو نامیده شده‌است. برخی از نویسندگان این دوره عبارتند از:
- Tomás Carrasquilla
- Adolfo León Gómez
- José María Cordovez Moure
- Jorge Isaacs
- Julio Arboleda
- Gregorio Gutiérrez González
- Rafael Pombo
- Soledad Acosta
- Josefa Acevedo de Gomez
- Candelario Obeso
- Manuel Ancízar

## ادبیات مدرن

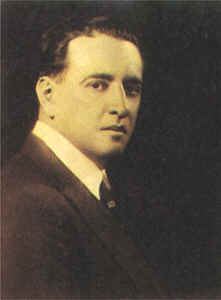
خوزه اوستاویو ریورا در ۱۹۲۸, کتاب لا وراخینه را نوشته‌است که در باب زندگی برده‌های بومی آمریکایی است.

ادبیات مدرن سبکی بود که در تقابل با ادبیات رومانتیک به وجود آمد. از نویسندگان این دوره عبارتند از:
- Emilia Ayarza
- Jose Eustasio Rivera
- Rafael Maya
- León de Greiff
- Luis Vidales
- Luis Carlos López
- Germán Arciniegas
- Porfirio Barba-Jacob
- José María Vargas Vila

## سنگ و آسمان (Piedra y Cielo)
روند صنعتی‌سازی در آمریکای لاتین در قرن بیستم موجب جنبش‌های ادبی جدیدی مانند جنبش شعری به نام "Piedra y cielo" (1939) شد. نویسندگان اصلی آن عبارتند از:
- ادواردو کارانزا
- خورخه گیتان دوران
- خورخه روخا
- آرتورو کاماچو رامیرز

## هیچ‌گرایی (Nadaísmo)

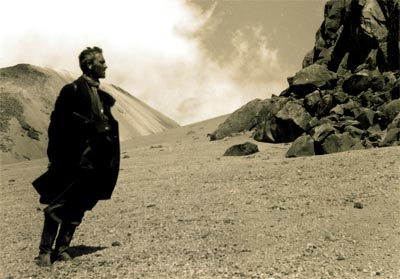
فرناندو گونزالس در بازدید از کوهستان‌های برفی نوادو دل رویز در ۱۹۲۹؛ که الهام‌بخش او برای نوشتن کتاب " Viaje a pie " ("سفر با پا") شد. گونزالس یکی از اصلی‌ترین نویسندگان کلمبیا در قرن بیست و یکم بود. ایده‌های او بحث‌برانگیز بود و تأثیر زیادی در جامعه کلمبیا در زمان خودش داشت. کار گونزالس الهام بخش نادائیسم شد که توسط یکی از شاگردانش، به نام گونزالو آرنگو، بنا نهاده شد.

رویدادهای خشونت‌آمیز تاریخ کلمبیا در دهه‌های ۱۹۵۰ و ۱۹۶۰ میلادی، موجب به وجود آمدن جنبش ادبی جدیدی شد که مشابه نسل بیت و تزانتیکوس بود. این جنبش که در اقسام مختلف هنر هم دستی داشت، برگرفته از مفاهیم اگزیستانسیالیسم و هیچ‌انگاری بود و به دادائیسم بی‌شباهت نیست. از نویسندگان اصلی این جنبش عبارت بودند از:
- گونزالو آرنگو
- Jotamario Arbeláez
- Eduardo Escobar
- Fanny Buitrago
- Patricia Ariza
- Jaime Jaramillo Escobar

## بوم

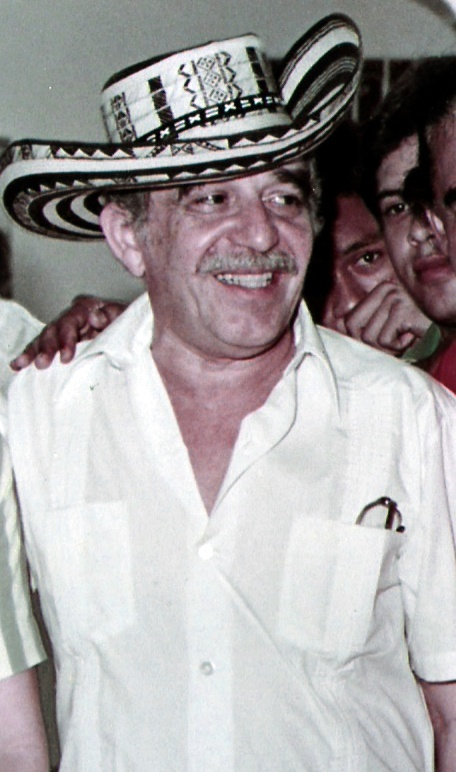
کتاب صد سال تنهایی اثر گابریل گارسیا مارکز از شاهکارهای ادبیات اسپانیولی است. وی از تأثیرگذارترین نویسندگان سبک بین‌المللی سوررئالیسم است.

بوم آمریکای لاتین سبکی است که ادبیات کلمبیا نقش ویژه‌ای در آن داشته‌است.
- گابریل گارسیا مارکز
- Eduardo Caballero Calderón
- Manuel Mejía Vallejo
- آلبارو موتیس
- Manuel Zapata Olivella
- Andres Caicedo
- Alfredo Iriarte
- Germán Arciniegas
- Álvaro Cepeda Samudio

## نویسندگان معاصر
- Germán Castro Caycedo
- Daniel Samper Pizano
- Fernando Vallejo
- Laura Restrepo
- Juan B Gutierrez
- María Mercedes Carranza
- Germán Espinosa
- David Sánchez Juliao
- Héctor Abad Faciolince
- Rafael Chaparro Madiedo
- خوآن گابریل واسکس
- William Ospina

## دیگر شاعران

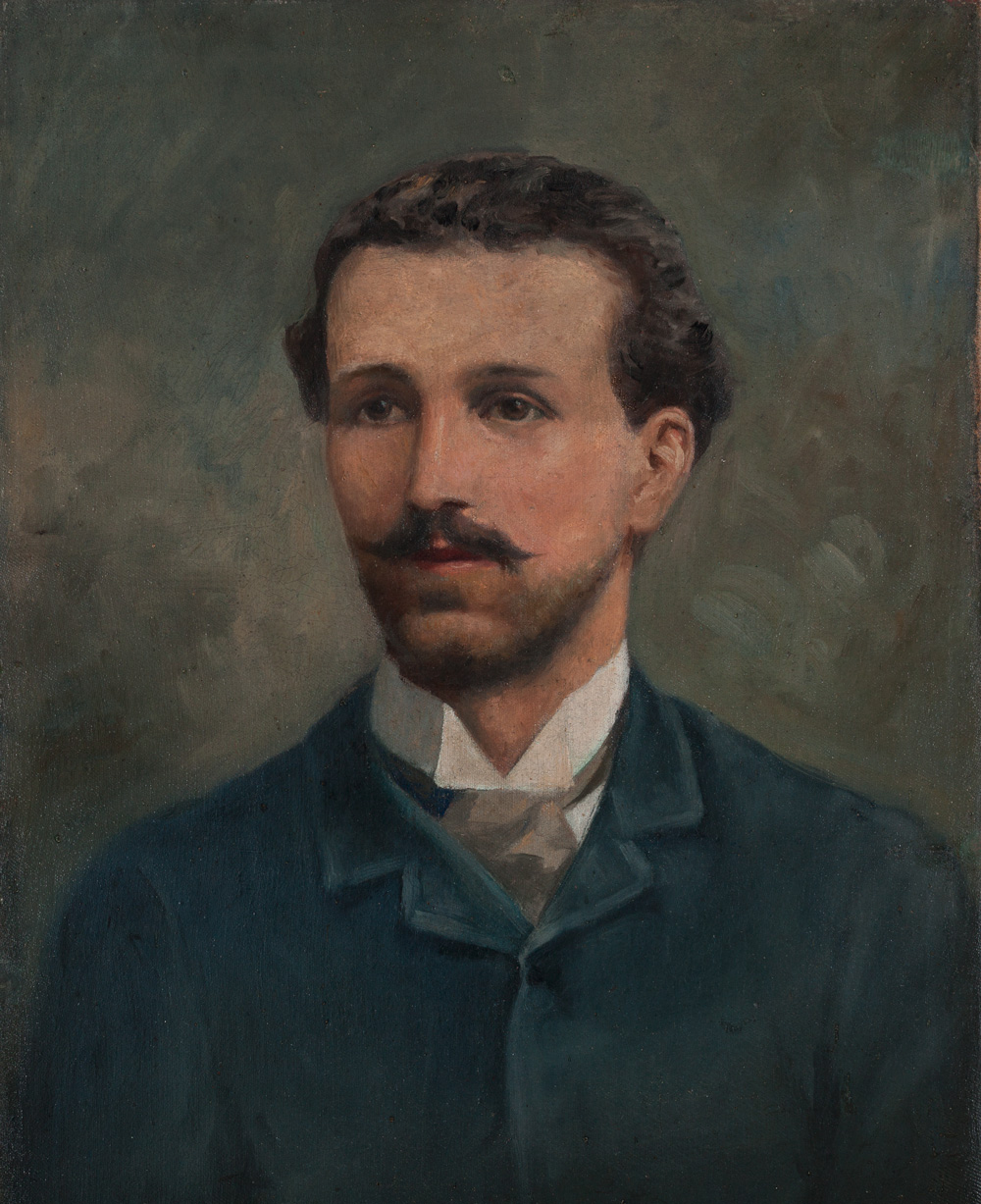
José Asunción Silva، شاعر کلمبیایی که خالق سبک نوگرایی در شعر اسپانیایی-آمریکایی است.

- Emilia Ayarza
- José Asunción Silva
- Porfirio Barba-Jacob
- Piedad Bonnet
- Antonieta Villamil
- José Fernández Madrid
- Jorge Isaacs
- Rafael Pombo
- Zacarías Reyán
- Julio Flórez